# Monte Orgegia
El monte Orgegia es una elevación situada en la zona norte de la ciudad de Alicante (España), con una altitud que apenas supera los 100 metros sobre el nivel del mar. Aunque de modesta altura, ofrece vistas panorámicas destacadas de la ciudad y sus alrededores.
Geológicamente, el monte Orgegia forma parte de las cordilleras Béticas, específicamente del prebético alicantino. Su composición litológica incluye rocas calcáreas, como margas y calizas, en las que es común encontrar fósiles marinos, evidencia de su origen sedimentario.
Históricamente, este monte desempeñó un papel crucial en la agricultura local, siendo parte integral de la huerta de Alicante. Con el tiempo, la actividad agrícola disminuyó, y el área fue repoblada con especies mediterráneas, como el pino carrasco, el tomillo y el romero.
En la actualidad, en el monte Orgegia se encuentra el parque forestal Monte Orgegia que combina su valor geológico e histórico con oportunidades para actividades al aire libre, como el senderismo y la observación de la flora y fauna locales.